# 546049 Zhujin
546049 Zhujin este o planetă minoră (asteroid) din centura de asteroizi. A fost descoperită pe 23 decembrie 2011 la  de . 
Obiectul prezintă o orbită caracterizată de o semiaxă mare de 2,3354304697887 UAi, o excentricitate de 0,12090255158468, o înclinație de 5,4823832136292 ° în raport cu ecliptica.